# Das Traumschiff: Kenia (Dez 1983)
Das Traumschiff: Kenia ist ein deutscher Fernsehfilm von Alfred Vohrer aus dem Jahr 1983. Es ist der zehnte Film der Reihe Das Traumschiff des Fernsehsenders ZDF.
Der Film steht mit Das Traumschiff: Kenia (Nov 1983), dem achten Film der Traumschiff-Reihe aus demselben Jahr, in keinem inhaltlichen Zusammenhang.

## Handlung
Die Handlung besteht aus drei Geschichten, die jeweils einen eigenen Untertitel haben und wie üblich nebeneinander spielen.
Damenbesuch
Der Schiffsoffizier Pitt Feigel steht vor einem Problem: Seine Verlobte Vera ist an Bord und seine Geliebte Lydia ebenfalls. Als Lydia erfährt, dass Pitt verlobt ist, will sie nichts mehr von ihm wissen.
Karl und Anna
Das betagte Ehepaar Anna und Karl Krause hat sich lange auf die Reise gefreut, es ist ihre erste Reise dieser Art. Doch sowohl Anna als auch Karl sind krank, sie hätten die Reise aus gesundheitlichen Gründen eigentlich gar nicht antreten sollen. Doch sie verschweigen sich ihre Krankheiten voreinander aus gegenseitiger Liebe, um dem jeweils Anderen nicht die schöne Reise zu versagen, auf die sie sich so lange gefreut haben. Herr und Frau Simon, deren Ehe in einer Krise steckt, sitzen mit Anna und Karl an einem Tisch. Sie werden von dem bezaubernden alten Paar inspiriert und finden wieder zueinander.
Liebe durch zwei
Die Zwillingsschwestern Marion und Michaela Brandes feiern auf der Reise ihr bestandenes Abitur. Wegen einer Wette spielen sie gegenüber den jungen Männern mit ihrer Ähnlichkeit, sodass sowohl Klaus als auch Rolf verwirrt sind. Klaus Vater findet heraus, dass es sich um Zwillinge handelt, woraufhin die Männer den Spieß umdrehen und Klaus und Rolf die Schwestern gegeneinander ausspielen. Am Ende bekommt jede der Schwestern ihren Mann.

## Produktion
Gedreht wurde auf dem Schiff Astor, das zu Beginn aus dem Hamburger Hafen ausläuft, und erneut in Kenia.
Es ist der vierte Film der Reihe mit Heinz Weiss als Kapitän Heinz Hansen.

## Veröffentlichung
Die Erstausstrahlung war am Sonntag, den 4. Dezember 1983 im ZDF.
Früher wurde der Film vorrangig unter den drei Untertiteln der einzelnen Geschichten genannt, weshalb es heute zur Verwechslung mit dem achten Teil der Traumschiff-Reihe kommen kann, der ebenfalls Kenia als Ziel hat und ebenfalls aus dem Jahr 1983 stammt.